# Igreja Metodista do Catete
A Igreja Metodista do Catete (ou Catedral Metodista do Rio) é uma igreja metodista localizada no bairro do Catete, Zona Sul da Cidade do Rio de Janeiro. Foi o primeiro templo metodista construído no país e é sede desta igreja no país.

## História
O primeiro pastor metodista a chegar ao Brasil para propagandear a variação wesleiana do cristianismo foi Fountain Elliot Pitts, que desembarcou no Rio em 1835 e começou a fazer cultos nas residências particulares. Em 1836 foi designado o primeiro pastor permanente para atuar no Brasil, o reverendo Justin Spaulding. O primeiro local fixo de cultos foi um prédio no Largo da Glória, também na Zona Sul do Rio. Entre 1841 e 1867 a missão metodista no país foi suspensa por conta de diversos motivos, dentre os quais: a dificuldade em converter brasileiros à nova crença, à falta de verbas da matriz estadunidense e a uma epidemia de febre amarela, que assolou o Rio de Janeiro.
Em 1870 a Igreja Metodista Episcopal do Sul, uma das divisões estadunidenses da Igreja Metodista, decidiu retomar as pregações metodistas no Brasil mas a evangelização só se reiniciaria na prática em 1878, quando o pastor John J. Ranson depois de ter visitado o Rio Grande do Sul, o Uruguai e São Paulo (onde estudou português) se instalou na capital do império

## A escolha do Catete e o surgimento do templo
O Rev Ransom alugou uma casa na Rua do Catete onde morou e realizou seus primeiros cultos. A chegada de novos missionários e ampliação natural da igreja com a assunção de novos fiéis exigia um espaço maior e mais apropriado aos rituais e atividades eclesiásticas.
Em 1881 foi comprado terreno onde se localiza atualmente a catedral. Inicialmente foi construida uma capela, que foi inaugurada em setembro de 1882. Em 1886 foi construído e inaugurado o templo atual, em estilo predominantemente neoclássico com elementos do gótico inglês.
Houve uma questão jurídica quando da inauguração do templo, um grupo de católicos tentou embargar a obra junto ao Conselho Municipal já que a Constituição do Império proibia que qualquer outra religião que não a Igreja Católica utilizasse templos com fachada ou elementos eclesiásticos e esta nova construção possuia tais características. De qualquer modo o templo foi inaugurado e mantém as mesmas características arquitetônicas até hoje.
Em 1978 o templo foi tombado pelo Instituto Estadual do Patrimônio Cultural do Rio de Janeiro(INEPAC).

## Atualidade
Atualmente a Catedral é sede da I Região Eclesisástica da Igreja Metodista do Brasil, divisão que corresponde ao estado do Rio de Janeiro. Nela são realizadas grande parte dos eventos solenes desta denominação como nomeações de bispos e pastores, convenções de sociedades e ministérios (divisões da IMB equivalentes às pastorais da Igreja Católica).